# Roundcube
Roundcube — клієнт для роботи з електронною поштою та вебінтерфейсом, написаний на PHP з використанням JavaScript, CSS, HTML і технології AJAX. Встановлюється практично на будь-який сервер з підтримкою PHP версії 5.4.0 або вище, база даних якого може використовувати MySQL, PostgreSQL, SQLite, MSSQL або Oracle Database, надає можливість роботи з поштовими скриньками за протоколами IMAP і SMTP.
Проект був заснований 18 травня 2005 року, можливості перших версій були невеликими. В процесі розвитку додаток ставав більш потужним, в даний час він співмірний за функціональним можливостями з настільними поштовими клієнтами, такими як Outlook Express або Mozilla Thunderbird (в сучасних версіях підтримується багатомовність, забезпечена повна підтримка MIME- і HTML-повідомлень, вкладень, реалізована власна адресна книга і система підказки імені адресата при введенні, підтримуються персональні папки повідомлень, вбудована перевірка орфографії). Підтримує зовнішні SMTP-сервери. Реалізовано кешування для прискорення доступу до листів. Зовнішній вигляд програми змінюється за допомогою персоналізуємих скінів.
Доступний більш ніж тридцятьма мовами світу, до яких входять англійська, німецька, японська, російська, чеська, фінська, французька, іспанська, тощо.
Випускається під ліцензією GPL і є вільним програмним забезпеченням.
Використовується як компонента вебпошти у деяких комплексних поштових пакетах і платформах групової роботи: Kolab Groupware, iRedMail, Mail-in-a-Box, ownCloud.